# Lekkoatletyka na Światowych Wojskowych Igrzyskach Sportowych 2019 – maraton kobiet
Maraton kobiet – jedna z konkurencji biegowych rozegranych w dniu 27 października 2019 roku podczas 7. Światowych Wojskowych Igrzyskach Sportowych na kompleksie sportowym WH FRSC Stadium w Wuhanie.

## Terminarz
| Data                      | Godzina (UTC+08:00) | Wydarzenie |
| ------------------------- | ------------------- | ---------- |
| 27 października 2019(dts) | 8:00                | Finał      |

## Rekordy
Tabela prezentuje rekord świata, a także rekord Igrzysk wojskowych (CSIM) przed rozpoczęciem mistrzostw.
|                                   | Zawodniczka       | Wynik   | Miejsce   | Data                      |
| --------------------------------- | ----------------- | ------- | --------- | ------------------------- |
| Rekord świata                     | Paula Radcliffe   | 2:15:25 | Londyn    | 13 kwietnia 2003(dts)     |
| Rekord Igrzyska wojskowych (CSIM) | Iwona Lewandowska | 2:28:33 | Eindhoven | 12 października 2012(dts) |

## Uczestnicy
Jedno państwo mogło wystawić 4 zawodniczki. Dla zespołu, do klasyfikacji drużynowej zaliczano wyniki trzech zawodniczek z najlepszymi czasami (medale otrzymywało 4 zawodniczki). Do zawodów zgłoszonych zostało 45 maratonek reprezentujących 17 kraje, sklasyfikowanych na mecie zostało 43, jedna nie ukończyło biegu, także jedna lekkoatletka z Litwy nie stawiła się na starcie. Polskę reprezentowali Izabela Paszkiewicz (indywidualnie 5. miejsce), Aleksandra Lisowska (6.), Monika Andrzejczak (7.) oraz Olga Kalendarowa-Ochal (11.), które drużynowo zdobyły srebrny medal na tym dystansie, niestety nie powtórzyły wyniku i nie obroniły złotych medali zdobytych w Mungyeongu 2015. 
.

## Medaliści

### Indywidualnie
| Złoto                   | Srebro                      | Brąz           |
| Eunice Chumba · Bahrajn | Pak Il-sim · Korea Północna | Li Dan · Chiny |

### Drużynowo
| Złoto                                                                                                  | Srebro | Brąz                                                                                       |
| Korea Północna · Pak Il-sim – 2:30:26 (2.) · Kim Hye-song – 2:30:51 (4.) · Kim Hyang-ok – 2:32:41 (8.) | Polska · Izabela Paszkiewicz – 2:31:39 (5.) · Aleksandra Lisowska – 2:31:40 (6.) · Monika Andrzejczak – 2:31:56 (7.) · Olga Kalendarowa-Ochal – 2:37:02 (11.) | Chiny · Li Dan – 2:30:33 (3.) · Ma Yugui – 2:39:39 (12.) · Zheng Zhiling – 2:40:46 (13.) · |

## Wyniki

### Indywidualnie
| Wyniki indywidualne zawodniczek | Wyniki indywidualne zawodniczek | Wyniki indywidualne zawodniczek | Wyniki indywidualne zawodniczek | Wyniki indywidualne zawodniczek |
| Pozycja                         | Zawodniczka                     | Państwo                         | Czas                            | Uwagi                           |
| ------------------------------- | ------------------------------- | ------------------------------- | ------------------------------- | ------------------------------- |
| 01 !                            | Eunice Chumba                   | Bahrajn                         | 2:30:10                         |                                 |
| 02 !                            | Pak Il-sim                      | Korea Północna                  | 2:30:26                         |                                 |
| 03 !                            | Li Dan                          | Chiny                           | 2:30:33                         |                                 |
| 4.                              | Kim Hye-song                    | Korea Północna                  | 2:30:51                         |                                 |
| 5.                              | Izabela Paszkiewicz             | Polska                          | 2:31:39                         |                                 |
| 6.                              | Aleksandra Lisowska             | Polska                          | 2:31:40                         |                                 |
| 7.                              | Monika Andrzejczak              | Polska                          | 2:31:56                         |                                 |
| 8.                              | Kim Hyang-ok                    | Korea Północna                  | 2:32:41                         |                                 |
| 9.                              | Munchzaja Bajartsogt            | Mongolia                        | 2:35:39                         |                                 |
| 10.                             | Galbadrakh Khishigsaikhan       | Mongolia                        | 2:35:47                         |                                 |
| 11                              | Olga Kalendarowa-Ochal          | Polska                          | 2:37:02                         |                                 |
| 12                              | Ma Yugui                        | Chiny                           | 2:39:39                         |                                 |
| 13                              | Zheng Zhiling                   | Chiny                           | 2:40:46                         |                                 |
| 14                              | Lindsay Carrick                 | Stany Zjednoczone               | 2:43:43                         |                                 |
| 15                              | Rebecca Robisch                 | Niemcy                          | 2:44:56                         |                                 |
| 16                              | Chuluunkhuu Shintsetseg         | Mongolia                        | 2:45:33                         |                                 |
| 17                              | Claudette Mukasakindi           | Rwanda                          | 2:46:23                         |                                 |
| 18                              | Dovdon Badamkhatan              | Mongolia                        | 2:49:06                         |                                 |
| 19                              | Marisa Viera                    | Portugalia                      | 2:50:48                         |                                 |
| 20                              | Katherine Irgens                | Stany Zjednoczone               | 2:51:37                         |                                 |
| 21                              | Ionela Ecaterina Puia           | Rumunia                         | 2:52:55                         |                                 |
| 22                              | Amy Natalini                    | Stany Zjednoczone               | 2:53:53                         |                                 |
| 23                              | Jasmina Pitamic Vojska          | Słowenia                        | 2:54:40                         |                                 |
| 24                              | Ana Erika Rodulfo               | Hiszpania                       | 2:54:56                         |                                 |
| 25                              | Patricia Cabedo Serrano         | Hiszpania                       | 2:54:56                         |                                 |
| 26                              | Remalda Kergyte Dauskurdiene    | Litwa                           | 2:56:03                         |                                 |
| 27                              | Nadezda Normontiene             | Serbia                          | 3:02:06                         |                                 |
| 28                              | Cristina Loeda Soto             | Hiszpania                       | 3:00:33                         |                                 |
| 29                              | Nevena Jovanovic                | Słowenia                        | 2:56:45                         |                                 |
| 30                              | Celine Best                     | Kanada                          | 3:04:28                         |                                 |
| 31                              | Henar Fernandez Ramos           | Hiszpania                       | 3:05:06                         |                                 |
| 32                              | Anne Richter                    | Niemcy                          | 3:05:39                         |                                 |
| 33                              | Lineo Josphinah Lebotha         | Lesotho                         | 3:06:39                         |                                 |
| 34                              | Isabell Rabe                    | Niemcy                          | 3:06:59                         |                                 |
| 35                              | Jonna Hedbys Holmberg           | Szwecja                         | 3:08:22                         |                                 |
| 36                              | Laura Diana Popescu             | Rumunia                         | 3:08:31                         |                                 |
| 37                              | Natasa Culafic                  | Serbia                          | 3:09:49                         |                                 |
| 38                              | Lisa Lanevik                    | Szwecja                         | 3:12:46                         |                                 |
| 39                              | Emma Bratt                      | Szwecja                         | 3:19:42                         |                                 |
| 40                              | Elena Moagă                     | Rumunia                         | 3:24:42                         |                                 |
| 41                              | Jessica Monica Grace            | Kanada                          | 3:29:36                         |                                 |
| 42                              | Mihaela Botezan                 | Rumunia                         | 3:34:00                         |                                 |
| 43                              | Kristine Self                   | Kanada                          | 3:41:13                         |                                 |
| -                               | Hajiba Hasnaoui                 | Maroko                          | DNF                             |                                 |
| -                               | Rasa Drazdauskaite              | Litwa                           | DNS                             |                                 |

Źródło: Wuhan

### Drużynowo
| Wyniki drużyn | Wyniki drużyn     | Wyniki drużyn | Wyniki drużyn | Wyniki drużyn |
| Pozycja       | Państwo           | Zawodniczki | Czas          | Uwagi         |
| ------------- | ----------------- | --- | ------------- | ------------- |
| 01 !          | Korea Północna    | Pak Il-sim – 2:30:26 (2.), Kim Hye-song – 2:30:51 (4.), Kim Hyang-ok – 2:32:41 (8.)                                                                         | 7:33:58       |               |
| 02 !          | Polska            | Izabela Paszkiewicz – 2:31:39 (5.), Aleksandra Lisowska – 2:31:40 (6.), Monika Andrzejczak – 2:31:56 (7.), Olga Kalendarowa-Ochal – 2:37:02 (11.)           | 7:35:15       |               |
| 03 !          | Chiny             | Li Dan – 2:30:33 (3.), Ma Yugui – 2:39:39 (12.), Zheng Zhiling – 2:40:46 (13.)                                                                              | 7:50:58       |               |
| 4             | Mongolia          | Munchzaja Bajartsogt – 2:35:39 (9.), Galbadrakh Khishigsaikhan – 2:35:47 (10.), Chuluunkhuu Shintsetseg – 2:45:33 (16.), Dovdon Badamkhatan – 2:49:06 (18.) | 7:56:59       |               |
| 5             | Stany Zjednoczone | Lindsay Carrick – 2:43:43 (14.), Katherine Irgens – 2:51:37 (20.), Amy Natalini – 2:53:53 (22.)                                                             | 8:29:13       |               |
| 6             | Hiszpania         | Ana Erika Rodulfo – 2:54:56 (24.), Patricia Cabedo Serrano – 2:54:56 (25.), Cristina Loeda Soto – 3:00:33 (28.), Henar Fernandez Ramos – 3:05:06 (31.)      | 8:50:25       |               |
| 7             | Niemcy            | Rebecca Robisch – 2:44:56 (15.), Anne Richter – 3:05:39 (32.), Isabell Rabe – 3:06:59 (34.)                                                                 | 8:57:34       |               |
| 8             | Rumunia           | Ionela Ecaterina Puia – 2:52:55 (21.), Laura Diana Popescu – 3:08:31 (36.), Elena Moagă – 3:24:42 (40.), Mihaela Botezan – 3:34:00 (42.)                    | 9:26:08       |               |
| 9             | Szwecja           | Jonna Hedbys Holmberg – 3:08:22 (35.), Lisa Lanevik – 3:12:46 (38.), Emma Bratt – 3:19:42 (39.)                                                             | 9:40:50       |               |
| 10            | Kanada            | Celine Best – 3:04:28 (30.), Jessica Monica Grace – 3:29:36 (41.), Kristine Self – 3:41:13 (43.)                                                            | 10:15:17      |               |

Źródło: Wuhan

## Klasyfikacja medalowa
* Gospodarz zawodów został zaznaczony tym kolorem.
| Miejsce           | Reprezentacja     | Złoto | Srebro | Brąz | Razem |
| ----------------- | ----------------- | ----- | ------ | ---- | ----- |
| 1                 | Korea Północna    | 1     | 1      | 0    | 2     |
| 2                 | Bahrajn           | 1     | 0      | 0    | 1     |
| 3                 | Polska            | 0     | 1      | 0    | 1     |
| 4                 | Chiny *           | 0     | 0      | 2    | 2     |
| Ogółem (4 państw) | Ogółem (4 państw) | 2     | 2      | 2    | 6     |